# 新郷駅 (埼玉県)
新郷駅（しんごうえき）は、埼玉県羽生市大字上新郷にある秩父鉄道秩父本線の駅である。駅番号はCR03。

## 歴史
- 1921年（大正10年）4月1日：開業（北武鉄道の一駅）[1][2]。
- 1922年（大正11年）9月22日：株式会社新郷倉庫（秩父鉄道新郷駅）設立[1]。
- 2022年（令和4年）3月12日：ICカード「PASMO」の利用が可能となる[3]。同時に無人化[3]。

## 駅構造
島式ホーム1面2線を有する地上駅。木造駅舎を有する。無人駅である。簡易PASMO改札機設置駅。
無人化以前は業務委託駅（管理駅：熊谷駅）であり、窓口の営業時間は月・水・金が7:20 - 14:20、火・木が11:30 - 18:30、土曜日・休日が8:00 - 16:00だった。

### のりば
| 番線 | 路線    | 方向 | 行先                                       |
| ---- | ------- | ---- | ------------------------------------------ |
| 1    | ■秩父線 | 下り | 行田市・熊谷・寄居・長瀞・秩父・三峰口方面 |
| 2    | ■秩父線 | 上り | 羽生方面                                   |

トイレは、改札内にあり水洗式。

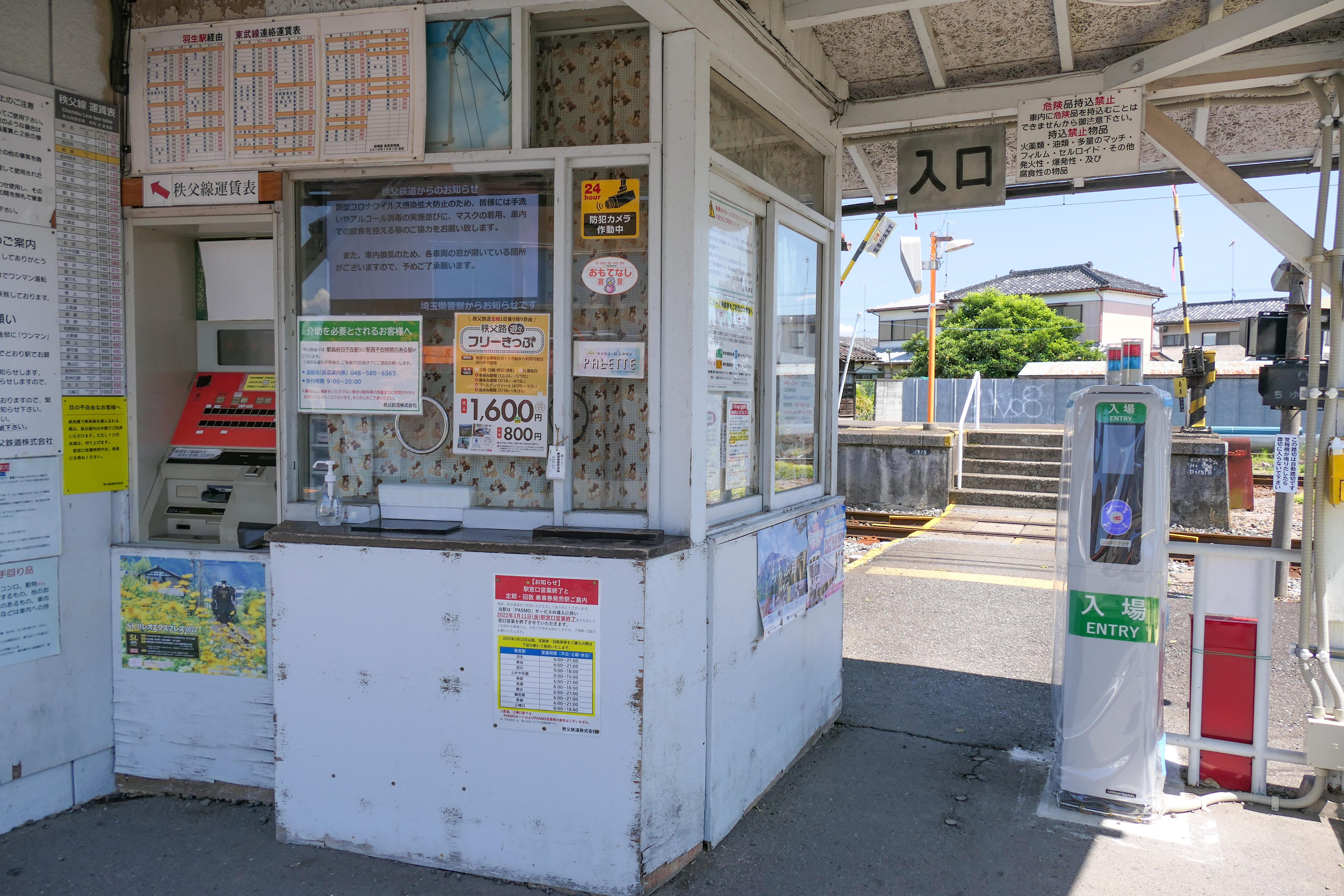
改札口（2022年6月）
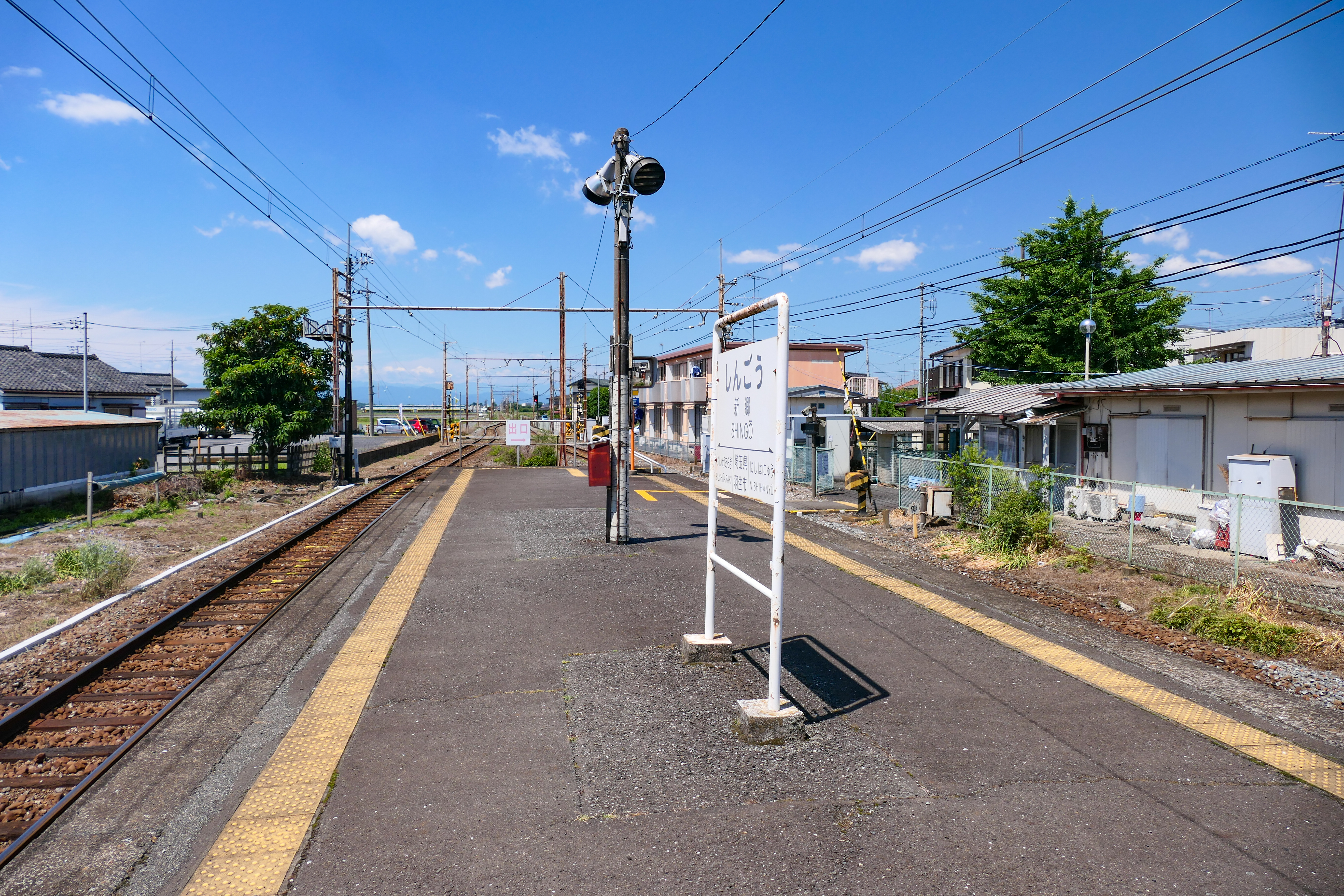
ホーム（2022年6月）
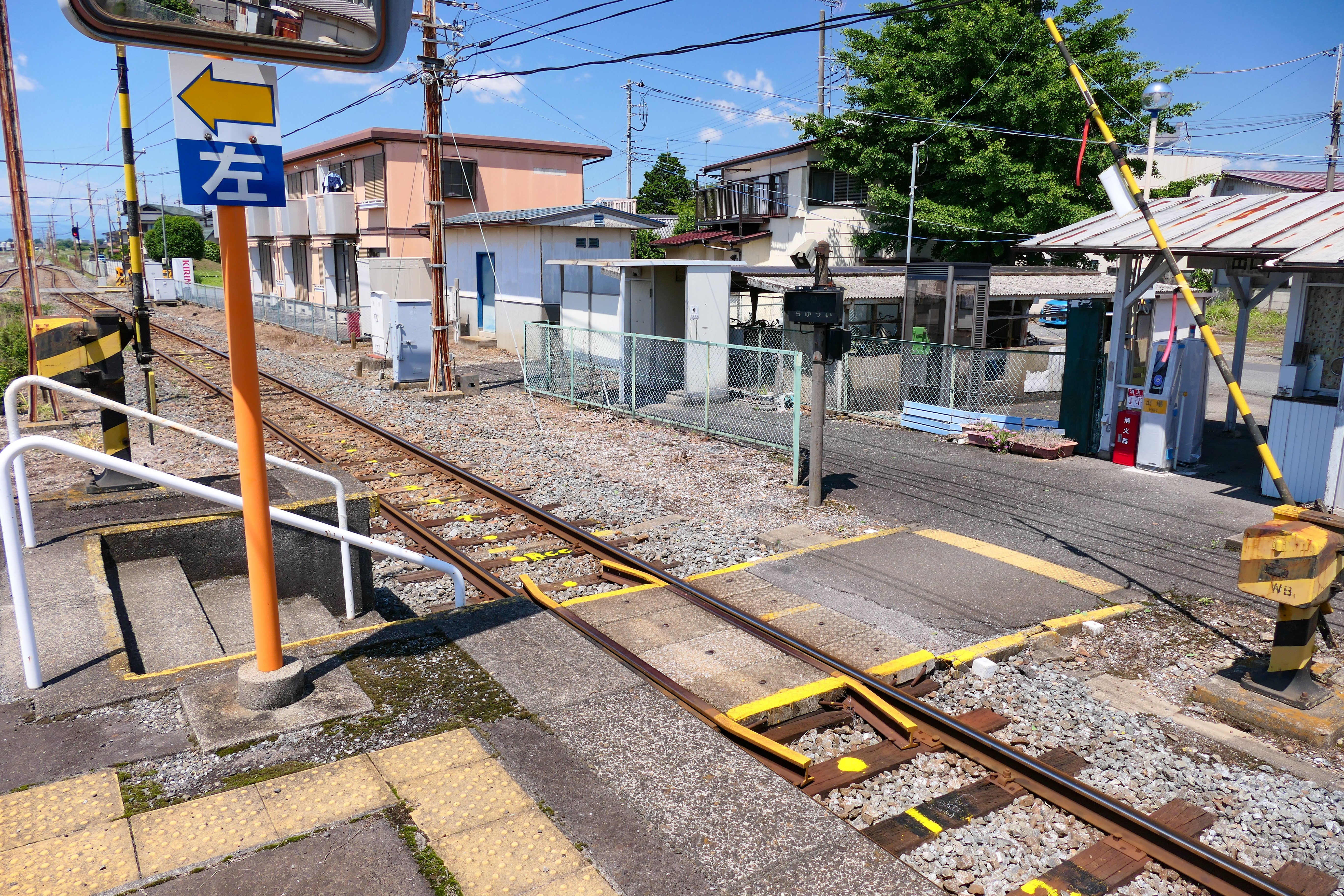
構内踏切（2022年6月）

## 利用状況
2019年度の利用者数は秩父線37駅中28位である。
年度ごとの1日平均乗車人員は以下の通り。
| 年度               | 乗車人員 （1日平均） |
| ------------------ | -------------------- |
| 1999年（平成11年） | 215                  |
| 2000年（平成12年） | 216                  |
| 2001年（平成13年） | 217                  |
| 2002年（平成14年） | 213                  |
| 2003年（平成15年） | 213                  |
| 2004年（平成16年） | 207                  |
| 2005年（平成17年） | 205                  |
| 2006年（平成18年） | 191                  |
| 2007年（平成19年） | 186                  |
| 2008年（平成20年） | 179                  |
| 2009年（平成21年） | 180                  |
| 2010年（平成22年） | 177                  |
| 2011年（平成23年） | 169                  |
| 2012年（平成24年） | 172                  |
| 2013年（平成25年） | 171                  |
| 2014年（平成26年） | 165                  |
| 2015年（平成27年） | 158                  |
| 2016年（平成28年） | 149                  |
| 2017年（平成29年） | 144                  |
| 2018年（平成30年） | 141                  |
| 2019年（令和元年） | 143                  |
| 2020年（令和2年）  | 105                  |

## 駅周辺
- 羽生新郷郵便局
- 羽生市立新郷第一小学校
- 埼玉県道128号熊谷羽生線
- 埼玉県道364号上新郷埼玉線

## 路線バス
- 新郷駅停留所
  - 羽生市あい・あいバス（朝日自動車加須営業所）：川俣・新郷ルート ※ 平日のみ

## 隣の駅
秩父鉄道
■秩父本線
■急行「秩父路」（土休日のみ運転）
通過
□各駅停車
西羽生駅 (CR02) - 新郷駅 (CR03) - 武州荒木駅 (CR04)